# Ceratetra misha
Ceratetra misha är en stekelart som beskrevs av Dzhanokmen 1974. Ceratetra misha ingår i släktet Ceratetra och familjen puppglanssteklar.
Artens utbredningsområde är Mongoliet. Inga underarter finns listade i Catalogue of Life.